# サンデーヤングミュージック
サンデーヤングミュージック（Sunday young music）は、毎週日曜日夕方にNHK BS-2で放送されていた若者向け音楽番組枠の名称。毎週日曜日18:00～18:50（JST）の時間帯で放送。

## 歴史・概説
NHK総合テレビの日曜夕方6時枠は1970年代から1980年代にかけては人気若手アイドル出演の音楽番組枠（ステージ101→レッツゴーヤング→ヤングスタジオ101）だった。その後、別枠で『ジャストポップアップ』『メガロックショー』といった番組を放送した後、BS2で日曜夕方6時枠の音楽番組が復活、1993年秋に『サンデーヤングミュージック』が誕生した。1993年9月、それまでのアニメ枠（サンデーアニメ劇場）を廃止、10月からは若者向け音楽番組の枠に転換し、『アイドルオンステージ』（司会・中居正広<SMAP>）を放送開始したのが最初で、その後1997年4月より男性・女性の2部制を採り入れた『ミュージック・ジャンプ』（司会・神田うのほか）へ生まれ変わり、さらに2000年4月から『ザ少年倶楽部』（18:00～、司会・滝沢秀明）『BEAT MOTION』（18:30～、司会・中村貴子／森下和哉アナ）の2番組制となる。ここから『サンデーヤングミュージック』の枠総称が使用されるようになる。また、2004年辺りからは『ザ少年倶楽部』『BEAT MOTION』ともに1時間番組にリニューアルし、それぞれ月前半・後半の週での放送となる。またその後、毎月第3週放送の『ザ少年倶楽部プレミアム』がスタートし、『BEAT～』は月1回放送（2006年3月で終了）となる。
2006年度は4月30日から毎月最終週に『ミュージック・エクスプレス』を放送（全8回）。2007年3月まで3番組制が確立していたが、『～エクスプレス』が2007年3月25日で終了したため、4月1日以降、現在の『ザ少年倶楽部』『ザ少年倶楽部プレミアム』の2本のみとなった。またこの頃からJ-POPについては水曜日に「ウエンズデー J-POP」（司会・さくら）を放送するようになり、この「-ヤングミュージック」からは実質独立した。
番組の収録は主に東京・渋谷にあるNHKホールやNHK CT-101スタジオなどを使用して行っていた。
これらの番組はNHKハイビジョンでも放送しており、ハイビジョンでは2006年10月よりBS2の放送より2日遅れの毎週火曜日18:00～18:50の時間帯で放送され、また、海外向け放送のNHKワールド・プレミアムでも放送していた。
BS2での放送は2005年までは『おーい、ニッポン（今日はとことん→私の・好きな・(都道府県)）』の放送がある場合は同番組が19:00までのため放送が休止となっていた。
なお、本枠は2010年4月より総合テレビの『MUSIC JAPAN』が深夜枠から日曜日18時台へ移動するのに伴い、3月をもって廃止となったが、『ザ少年倶楽部』は4月より金曜18時台に移動、2011年にBS2が放送終了し、BSプレミアムが放送開始して以降も継続している。

## 内包番組
- アイドルオンステージ - 1993年10月～1997年3月
- ミュージック・ジャンプ - 1997年4月～2000年3月

ここまでは基本的に1時間番組だったが「～ジャンプ」は前半（BOYS SIDE）と後半（GIRLS SIDE）の2部構成となった。
- ザ少年倶楽部 - 2000年4月～（第1部→毎月第1・2週 ※現在は金曜18時台で放送）
  - ザ少年倶楽部プレミアム （毎月第3週 ※現在は金曜18時台で放送）
- BEAT MOTION - 2000年4月～2006年3月（第2部→毎月第4・5週）
- ミュージック・エクスプレス - 2006年4月～2007年3月（毎月第4週）

2000年4月より前半後半の2番組制をとっていたが、2003年以降は1時間番組となり、月上旬が「ザ少年倶楽部」第3週が「～プレミアム」下旬が「「BEAT～」→「～エクスプレス」」という形となった。

## 補足
- 月によっては、また特別編成などの関係で「ザ少年倶楽部」が第3週にも組まれ「ザ少年倶楽部プレミアム」が第4週になる場合もあった。
- 毎月最終週（第4もしくは5週）は『大阪発疾走ステージ WEST WIND』放送のため休止。また、それ以外の理由（特集番組編成など）により休止されることもあった。